# Martin Spahn

Martin Spahn

Johann Martin Adolf Spahn (* 7. März 1875 in Marienburg, Westpreußen; † 12. Mai 1945 in Seewalchen am Attersee, Oberösterreich) war ein deutscher Historiker, Politiker (Zentrum, DNVP, NSDAP) und Publizist. Er lehrte ab 1901 als Professor für Neuere Geschichte an der Kaiser-Wilhelm-Universität Straßburg, ab 1920 als Professor für mittelalterliche und neuere Geschichte sowie Zeitungswesen und öffentliche Meinung an der Universität zu Köln. 
In der Weimarer Republik wandelte er sich vom Reformkatholiken erst zum nationalkonservativen Rechtskatholiken und schließlich zum Nationalsozialisten. Von 1924 bis 1945 war Spahn Mitglied des Reichstages. Im Juni 1933 war er daran beteiligt, die DNVP zu Gunsten der NSDAP aufzulösen.

## Herkunft, Bildung und akademische Karriere
Martin Spahn war der älteste Sohn des Richters, späteren preußischen Justizministers und Vorsitzenden der Reichstagsfraktion des Zentrums Peter Spahn und dessen Frau Emilie. Der Karriere seines Vaters folgend, besuchte er Gymnasien in Marienburg, Bonn und Berlin, wo er 1892 das Abitur ablegte. Anschließend studierte er Geschichte an den Universitäten Bonn, Berlin (namentlich bei den Protestanten Heinrich von Treitschke und Max Lenz) sowie Innsbruck (bei dem katholischen Papsthistoriker Ludwig von Pastor). In seiner Bonner Zeit trat er der katholischen Studentenverbindung K.St.V. Arminia im KV bei. Er wurde im Alter von 21 Jahren in Berlin bei Gustav Schmoller mit einer Arbeit über die Verfassungs- und Wirtschaftsgeschichte des Herzogtums Pommern von 1478 bis 1625 promoviert. Zwei Jahre darauf habilitierte er sich ebendort mit einer Arbeit über Johannes Cochläus. 
Nach drei Jahren als Privatdozent in Berlin wurde er im Frühjahr 1901 außerordentlicher Professor für Geschichte an der Universität Bonn und erhielt im Herbst desselben Jahres einen Ruf an die Universität Straßburg. Die Berufung eines 26-Jährigen, dazu noch Katholiken, war auch in dieser Zeit ein ungewöhnlicher Vorgang. Seine Übernahme des Ordinariats für Neuere Geschichte führte im so genannten „Fall Spahn“ zu einer monatelangen öffentlichen Diskussion. 1920 erhielt er eine Professur für Neuere Geschichte an der neu gegründeten Universität zu Köln. Im gleichen Jahr gründete er mit Unterstützung antidemokratischer rechtskonservativer Kreise das in Spandau gelegene Berliner Politische Kolleg für nationalpolitische Schulungs- und Bildungsarbeit, das eine Gegengründung zu der demokratisch orientierten Deutschen Hochschule für Politik sein sollte. Neben seiner Professur in Köln leitete er das Berliner Kolleg.

## Politische Tätigkeit
Spahn saß von 1908 bis 1918 im Straßburger Gemeinderat, seit 1912 für das Zentrum. Von 1910 bis 1912 war er Reichstagsabgeordneter für diese katholisch geprägte Partei. Spahn wird zu den Reformkatholiken gerechnet, die nach dem Kulturkampf im Gegensatz zu den Ultramontanen den Anschluss der Katholiken an das protestantisch geprägte Reich auf wissenschaftlichem und kulturellem Gebiet anstrebten. Zu diesem Zweck publizierte Spahn eine Reihe von Aufsätzen in der katholischen Kulturzeitschrift Hochland. 1921 wechselte Spahn zur antidemokratischen, nationalistischen und antisemitischen DNVP, für die er von 1924 bis 1933 dem Reichstag angehörte. Zur gleichen Zeit schloss er sich dem jungkonservativen Berliner Juniklub an und avancierte zu einem der wichtigsten Redner bei den regelmäßigen Schulungswochen des völkisch orientierten Deutschen Hochschulrings. Spahn knüpfte auch zahlreiche Beziehungen zu Finanziers aus der Industrie wie Alfred Hugenberg, Hugo Stinnes und Albert Vögler. Ulrich Herbert zufolge war der völkisch-radikale Kurs des Deutschen Hochschulrings zu einem guten Teil auf Spahn zurückzuführen, der bei den völkischen Studenten hohes Ansehen genoss.
Anfang der 1930er Jahre setzte Spahn sich dafür ein, dass der Katholizismus die Nationalsozialisten akzeptierte. Dazu gehörte auch, dass er als Mitglied der Askania dafür sorgte, dass der Unvereinbarkeitsbeschluss für die Mitglieder des KV mit der Mitgliedschaft in der NSDAP außer Kraft gesetzt wurde. Nach der Machtübernahme durch Hitler und die NSDAP trat er am 12. Juni 1933 der NSDAP bei, für die er bis Kriegsende im Reichstag saß. Als Grund gab er an, er könne sich nicht zwei Führern unterstellen, Hugenberg brauche die DNVP ohnehin nur noch als „Rückenstütze“.
Ende der 30er Jahre tauchte Spahn als Leiter eines „Instituts für Raumpolitik“ in Köln auf, das die nationalsozialistische Westforschung und die künftige Landnahme belgischer und französischer Gebiete durch Deutschland im Rahmen des Volkstumskampfs propagandistisch begleitete.

## Der „Fall Spahn“
Martin Spahn wurde 1901 auf spektakuläre Art durch den so genannten „Fall Spahn“ bekannt. Es war der seinerzeit prominenteste Höhepunkt des akademischen Kulturkampfs, der öffentlichen Diskussion um das Verhältnis von Staat und Kirche sowie um das Verhältnis eines selbstbewussten Staates und einer autonomen Wissenschaft. Als die Reichsleitung  an der Universität Straßburg einen zweiten Lehrstuhl für Geschichte einrichtete und mit Martin Spahn einen Katholiken berufen wollte, kam es zu einem Sturm der Entrüstung des liberalprotestantischen Lagers. Der Berliner Althistoriker Theodor Mommsen startete in Zeitungsartikeln eine Kampagne, weil er die Freiheit der Wissenschaft in Gefahr sah. Spahns Ernennung durch unmittelbare Intervention Kaiser Wilhelms II. fand ein außergewöhnlich starkes Echo in der Presse. Der „Fall Spahn“ führte zu monatelangen Auseinandersetzungen über die Voraussetzungslosigkeit der Wissenschaft. Dabei vermischten sich wissenschafts-, konfessions- und parteipolitische Argumentationen.
Mommsen hatte im November 1901 in den Münchner Neuesten Nachrichten argumentiert, ein katholischer Wissenschaftler könne dem Ziel einer „voraussetzungslosen Wissenschaft“ nicht nachkommen, da er konfessionell gebunden sei. Diese Erklärung wurde wesentlich von dem Münchener Wirtschaftswissenschaftler Lujo Brentano initiiert, der eine Protestaktion aller liberalprotestantischen Professoren gegen Spahns Berufung anstieß. Mommsens Stellungnahme im Namen der voraussetzungslosen Wissenschaft ist berühmt geworden. Von fast allen deutschen Universitäten erhielt er zustimmende Schreiben, die allerdings schon im Vorhinein als Vordruck versandt worden waren. Brentano und Mommsen ging es in erster Linie allerdings um die Wahrung des Status quo: der protestantischen Vorherrschaft an den deutschen Universitäten. Für die reformkatholische Seite reagierte ebenfalls in einem Zeitungsartikel der Zentrumspolitiker Georg Hertling. Für ihn war eine voraussetzungslose Wissenschaft ein illusorisches Postulat, das wegen der sozialen Prägung eines Wissenschaftlers nicht existieren könne. Weiterhin bestand für Hertling kein Widerspruch zwischen Glauben und Wissen, zwischen göttlicher Offenbarung und wissenschaftlichem Forschen. Auch wehrte er sich gegen Mommsens impliziten Vorwurf der Unwahrhaftigkeit katholischer Wissenschaftler.
Hinter Spahns Berufung verbargen sich aber auch politische Motive der Reichsleitung: Sie wollte an der Universität Straßburg eine eigene katholisch-theologische Fakultät errichten, um die Ausbildung der katholischen Theologen, die bislang vom bischöflichen Seminar durchgeführt wurde, unter ihre Kontrolle zu bringen. Um den Vatikan in den Verhandlungen für die Fakultät milde zu stimmen, sei die Berufung katholischer Professoren an die Straßburger Universität notwendig, urteilte der maßgebliche Ministerialbeamte im preußischen Kultusministerium, Friedrich Althoff. Spahn sei ein gemäßigter Katholik und deswegen der richtige Kandidat für die neue Stelle. Nach außen begründete Althoff seine Motivation zur Berufung eines Katholiken jedoch damit, dass er den Forderungen nach paritätischer Beteiligung der Katholiken im Hochschulwesen nachkommen wolle. Bei 80 Prozent katholischer Bevölkerung im Elsass könne es nicht sein, dass unter 20 Ordinarien der Philosophischen Fakultät kein einziger Katholik sei. Die Straßburger Universität fühlte sich durch das von Berlin bestimmte Berufungsverfahren übergangen, hatte aber keinen Erfolg beim Versuch, sich gegen Spahns Berufung zu wehren.
Die Diskussion um den „Fall Spahn“ war nach wenigen Monaten wieder abgeflaut. Mommsens und Brentanos Versuch war durchschaut worden und gereichte speziell Mommsen zum Nachteil. In der Folge stimmte nach Geheimverhandlungen Hertlings mit der Kurie 1903 der Vatikan der Errichtung einer katholisch-theologischen Fakultät in Straßburg zu. Die Reichsleitung zielte beim „Fall Spahn“ auf eine Integration der deutschen Katholiken ab, allerdings, um Kontrolle über sie ausüben zu können. Mommsen und Brentano als Vertreter der liberalen Professorenschaft waren an einer Wahrung des Status quo und damit nicht an einer Integration der Katholiken ins Reich interessiert. Der Reformkatholizismus um Hertling schließlich wünschte sich auch auf dem Gebiet der Wissenschaft eine Integration der Katholiken, um ihre Stellung im Reich insgesamt zu verbessern.

## Veröffentlichungen (Auswahl)
- Der Große Kurfürst. Mainz 1902.
- Leo XIII. München 1905.[6]
- Ernst Lieber als Parlamentarier. Gotha 1906.[7]
- Der Kampf um die Schule in Frankreich und Deutschland. Kempten 1907.[8]
- Die Großmächte. Richtlinien ihrer Geschichte, Maßstäbe ihres Wesens. Verlag Ullstein & Co, Berlin 1918.